# Крюссоль, Луи Басте де
Луи Басте де Крюссоль (Louis Bastet de Crussol) (р. ок. 1425, ум. 20 августа 1473) — французский политический деятель, представитель рода Крюссолей.
Один из первых представителей шапсугского рода Басте.
Старший сын Жеро IV Басте (ум. 1.04.1441), сеньора Крюссоля и Бодине, и его жены Аликс де Ластик. Брат Жиро Басте де Крюссоля (ум. 1472), архиепископа Тура.
В правление короля Людовика XI занимал должности:
- 1461—1463 бальи Шартра
- 1461—1472 великий хлебодар Франции
- 1463—1472 губернатор Дофине
- 1469—1472 великий магистр артиллерии
- 1468—1472 сенешаль Пуату, военный губернатор Ниора и Марана.

Кавалер ордена Святого Михаила со времени его основания (1469).
В 1472 году вышел в отставку со всех занимаемых должностей.
Умер 20 августа 1473 года в Вильмане, похоронен в церкви кордельеров в Валанс-д’Альбижуа.
Был женат (свадьба 22 июля 1452) на Жанне де Леви-Мирпуа, дочери и наследнице Филиппа III де Леви (ум. 1441), сеньора Флорензака, и Изабо де Пуатье. Дети:
- Луиза, в 1470 вышла замуж за Франсуа I де Ла Рошфуко
- Жак (ок. 1460 - 1525), с 1486 г. виконт Юзеса.